# چاه گلشنی
 روستای چاه گلشنی   روستای آبادی  از توابع بخش رویدر شهرستان خمیر  در استان هرمزگان در جنوب ایران است.
این روستا در ۴۵ کیلومتری شمال غربی بندرعباس و در ۶ کیلومتری سمت خاور روستای چربه در تپه  منطقه پایه کوهی واقع شده‌است.

## آب وهوا
و آب و هوای معتدل مطلوب دارد . وجود رودخانه، چشمه، ارتفاعات، پوشش گیاهی  مناسب و حیات وحش  در آن جلوه‌های طبیعی زیبا و جالبی به  این منطقه بخشیده‌است.

## جمعیت
دارای ۴۸ نفر (۱۳ خانوار)  جمعیت است.
که از اهل سنت و از شاخه شافعی هستند یعنی از پیروان امام محمد ادریس شافعی هستند.
دارای مسجد، دبستان، آب‌انبار (برکه) است.
پیشهٔ اهالی دامداری  و کشاورزی  است.